# Jean-Charles de Borda
Jean-Charles de Borda (Dax, 4 de mayo de 1733-París, 10 de febrero de 1799) fue un matemático, físico, astrónomo y marino francés.

## Vida y obra

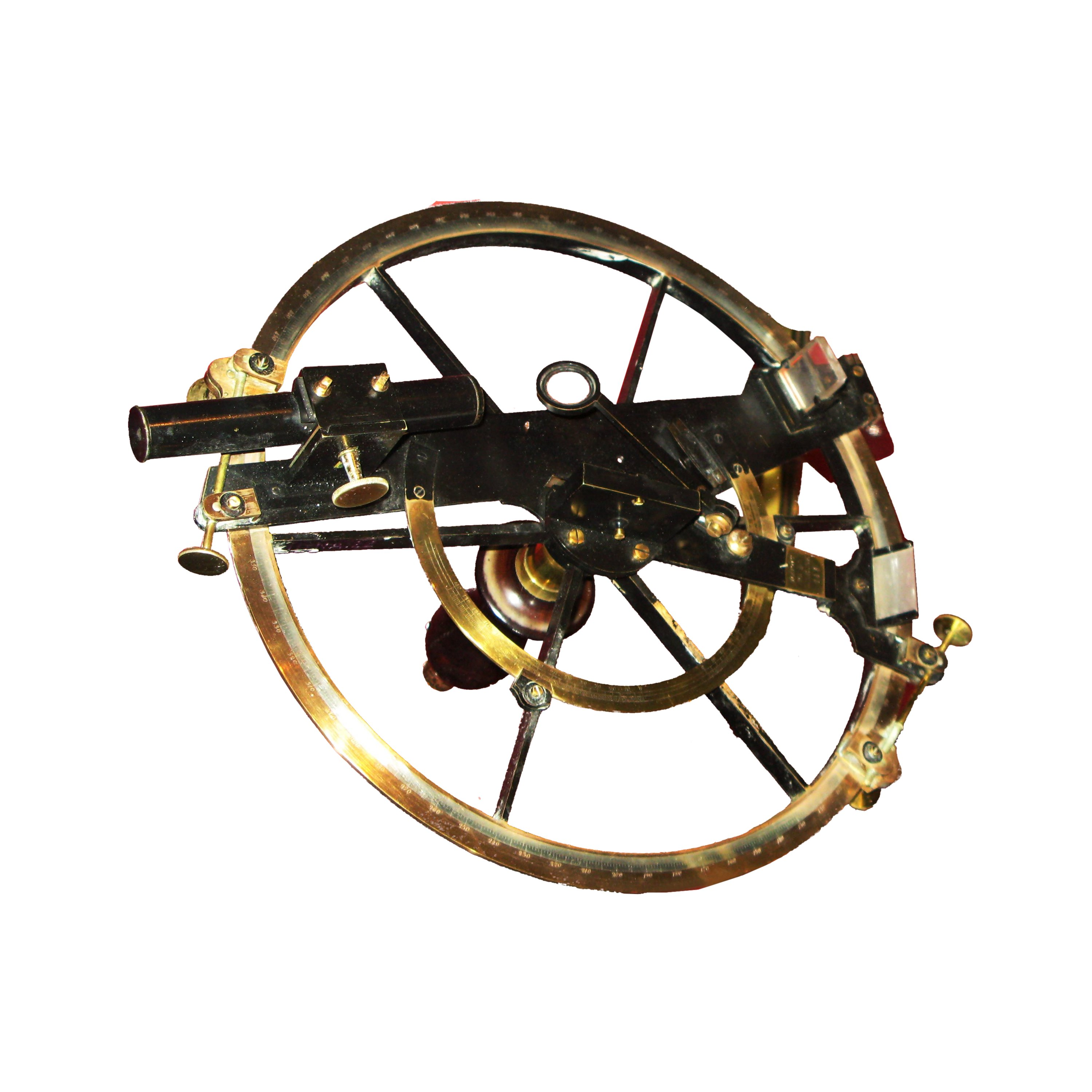
Círculo de reflexión.

Estudió en La Flèche. En 1756 presentó su trabajo Memoire sur le mouvement des projectiles a la Academia de las Ciencias Francesa, y en 1764 ingresó como miembro. Estuvo presente en la batalla de Hastenbeck, y poco después ingresó en el servicio naval. Viajó y visitó las islas Azores y las islas Canarias, donde realizó un mapa de ellas. En 1782 su fragata fue tomada por un escuadrón británico; él mismo fue llevado hasta Inglaterra, pero poco después fue puesto en libertad y regresó a Francia.
Borda contribuyó a la realización de muchas memorias para la Academia de las Ciencias Francesa. Sus investigaciones en hidrodinámica fueron de gran utilidad en la ingeniería marina, mientras que otras investigaciones prestaron un gran servicio a la astronomía náutica. Junto con J. B. J. Delambre y P. F. A. Mechain intentó determinar el arco de meridiano cuando se estableció el sistema métrico (en 1795 fue uno de los diez miembros originales del comité fundador del Bureau des Longitudes), y la mayoría de los instrumentos utilizados en la tarea fueron inventados por él mismo. Utilizó el cálculo para unificar ciertas áreas de la física, y desarrolló una serie de tablas trigonométricas.
Inventó el péndulo de Borda, un péndulo gravitatorio muy simple formado por una esfera de metal suspendida por un hilo, utilizado para medir la intensidad del campo gravitatorio de la Tierra.

## Homenajes
- Su nombre se encuentra grabado en la lista de 72 científicos de la Torre Eiffel.
- Cinco barcos franceses fueron nombrados Borda en su honor (ver "French ship Borda")
- El cráter lunar Borda lleva este nombre en su honor.[1]
- El asteroide (175726) Borda lleva este nombre en su honor.[2]
- El Cabo Borda (situado en la costa noroeste de la Isla Canguro, en el sur de Australia) se llama así en su honor.
- Ile Borda era el nombre dado a la Isla Canguro en su honor por el navegante Nicholas Baudin.